# Tornik (Ljubovija)
Tornik (kyrillisch: Торник) ist ein Dorf im Westen Serbiens, nahe der Grenze zu Bosnien und Herzegowina.

## Geographie und Bevölkerung
Das Dorf liegt in der Opština Ljubovija, im Okrug Mačva. Der Ort hatte bei der Volkszählung von 2002 168 Einwohner, während es 1991 221 Einwohner waren. Nach den letzten drei Bevölkerungsstatistiken fällt die Einwohnerzahl von Tornik weiter. Die Bevölkerung stellen zu 99 %  serbisch-orthodoxe Serben. Zudem lebt ein Jugoslawe im Ort. Tornik besteht aus 52 Haushalten.
Östlich von Tornik befindet sich der 1272 m hohe Berg Tornička Bobija. Das Dorf liegt östlich der Drina und der Gemeindehauptstadt Ljubovija. 

## Demographie
| Jahr | Einwohnerzahl |
| ---- | ------------- |
| 1948 | 404           |
| 1953 | 433           |
| 1961 | 441           |
| 1971 | 401           |
| 1981 | 329           |
| 1991 | 221           |
| 2002 | 168           |

## Belege
- Knjiga 9, Stanovništvo, uporedni pregled broja stanovnika 1948, 1953, 1961, 1971, 1981, 1991, 2002, podaci po naseljima, Republički zavod za statistiku, Beograd, maj 2004, ISBN 86-84433-14-9
- Knjiga 1, Stanovništvo, nacionalna ili etnička pripadnost, podaci po naseljima, Republički zavod za statistiku, Beograd, Februar 2003, ISBN 86-84433-00-9
- Knjiga 2, Stanovništvo, pol i starost, podaci po naseljima, Republički zavod za statistiku, Beograd, Februar 2003, ISBN 86-84433-01-7